# Museo de Teatro Estatal de Azerbaiyán
Museo de Teatro Estatal de Azerbaiyán (en idioma azerí: Azərbaycan Dövlət Teatr Muzeyi), que lleva el nombre de Jafar Jabbarli, refleja la historia del teatro profesional de Azerbaiyán. En 1934, la cuestión de la creación de un museo de este tipo fue planteada en la conferencia republicana por los trabajadores del teatro. El museo se organizó ese mismo año en el edificio del Teatro Académico Estatal de Drama de Azerbaiyán. De hecho, esta exposición fue la base de un futuro museo. Según testigos presenciales, Jalil Mammadguluzade y Abdurrahim bey Hagverdiyev, los grandes escritores que cortaron la cinta de apertura de la exposición, dijeron: «¡Viva el teatro azerbaiyano!»

## Historia
La exposición pronto se formalizó oficialmente como Departamento de Teatro del Museo Estatal de Azerbaiyán. Por último, sobre la base del departamento pertinente del Museo Estatal de Azerbaiyán en 1934, se creó el Museo del Teatro Estatal de Azerbaiyán y se nombró a Aghakarim Sharifov director del museo. El 25 de noviembre de 1934 se celebró la solemne ceremonia de inauguración del museo. Figuras famosas como Bulbul, Shovkat Mammadova, Huseyngulu Sarabski, Alexander Tuganov, Ulvi Rajab, Ismayil Hidayatzade y otros asistieron al evento.
En 1935, el museo recibió el nombre de Yafar Yabbarlí, el gran dramaturgo azerbaiyano. En 1963, el Museo del Teatro Estatal de Azerbaiyán fue anulado y se convirtió en el Museo Nacional de Literatura de Azerbaiyán, que lleva el nombre de Nizami.
En 1968, el Gobierno de la República tomó una decisión sobre la organización del Museo del Teatro Estatal de Azerbaiyán, que lleva el nombre de J. Jabbarli, sobre la base de este departamento. Las salas del cuarto piso del edificio del Museo de Literatura de Azerbaiyán, que lleva el nombre de Nizami, se entregan al recién creado museo. En estas salas únicamente se podía colocar el material del museo y a los empleados. La transformación más notable en la historia del Museo del Teatro Estatal de Azerbaiyán tuvo lugar en 1991. Después de que la sucursal de Bakú del Museo Central V.I.lenin fue entregada al Ministerio de Cultura de Azerbaiyán, se creó aquí el "Centro del Museo", junto con el Museo Estatal de Alfombras y Arte Aplicado y el Museo de Independencia de Azerbaiyán, el Museo del Teatro Estatal ubicado en este edificio. El Centro del Museo está situado en el Bulevard de la playa.